# Лен, Жерар
Жерар Лен (фр. Gérard Lesne; род. 15 июня 1956, Монморанси, департамент Долина Уазы) — французский певец (контратенор), видный представитель движения аутентичного исполнительства.
Лен начал с увлечения джазом, роком, электронной музыкой. Некоторое время изучал музыкознание в Сорбонне (систематического музыкального образования не получил). C 1979 г. работал в ансамбле Рене Клеменчича, а также пел в коллективах под управлением Филиппа Херревеге, Уильяма Кристи, Марселя Переса, Жорди Саваля и др. В 1985 году организовал и возглавил ансамбль «Il Seminario musicale». Первоначально Лен планировал специализироваться на итальянской музыке XVII—XVIII веков (отсюда «итальянское» название), позже репертуар расширился и охватил всё барокко. В 1990—2009 гг. штаб-квартира ансамбля находилась в бывшем цистерцианском аббатстве Ройомон, с 2010 года «Il Seminario musicale» базируется в г. Рюэй-Мальмезон близ Парижа.
К наиболее ярким записям Лена и его ансамбля (всего около 30 CD) принадлежат «Тёмная утреня» (фр. Leçons de ténèbres) Марка Антуана Шарпантье, удостоенная премии Виктуар де ля мюзик за лучшую запись старинной музыки (2 диска, премии 1994 и 1996); в 1997 году Лен со своим ансамблем получил эту же премию в третий раз, за «Плачи пророка Иеремии» Никколо Йоммелли. Среди других значительных работ Лена — песни Пёрселла, мотеты Клаудио Монтеверди и Алессандро Страделлы, кантаты Антонио Вивальди, Антонио Кальдары, Джованни Перголези, Джованни Бонончини. Позднейшие CD-релизы Лена и его ансамбля датированы 2008 г.
Его сестра Брижитт Лен (фр. Brigitte Lesne) — певица (меццо-сопрано), с 1990 г. руководитель женского вокального ансамбля старинной музыки «Discantus».